# USS Wasp (CV-7)
USS Wasp (CV-7) là một tàu sân bay của Hải quân Hoa Kỳ trong giai đoạn Chiến tranh Thế giới thứ hai. Là chiếc tàu chiến thứ tám của Hoa Kỳ được đặt cái tên này, nó là chiếc duy nhất của lớp tàu, vốn được chế tạo để tận dụng hết hạn ngạch tải trọng còn lại dành cho tàu sân bay của Hoa Kỳ, theo các hiệp ước hải quân còn hiệu lực vào lúc đó. Thiết kế của nó là một phiên bản rút gọn lại dựa trên khung sườn của lớp tàu sân bay Yorktown. Wasp đã bị đánh chìm tại khu vực quần đảo Solomon vào ngày 15 tháng 9 năm 1942, do trúng ngư lôi phóng từ tàu ngầm Nhật Bản; nó được tặng thưởng hai Ngôi sao Chiến trận do thành tích phục vụ trong Thế Chiến II.

## Thiết kế và chế tạo
Wasp là một "thứ phẩm" của Hiệp ước Hải quân Washington. Sau khi hoàn tất hai chiếc tàu sân bay Yorktown (CV-5) và Enterprise (CV-6), Hoa Kỳ còn lại hạn ngạch 15.000 tấn để tăng cường hạm đội tàu sân bay. Hải quân đã cố gắng dồn nén một lực lượng không quân lớn lên một chiếc tàu có lượng rẽ nước nhỏ hơn 25% so với lớp tàu Yorktown. Nhằm tiết kiệm chỗ và trọng lượng, Wasp chỉ được trang bị động cơ công suất thấp 75.000 mã lực (so với 120.000 mã lực của lớp Yorktown, 150.000 mã lực của lớp Essex và 100.000 mã lực của lớp tàu sân bay hạng nhẹ Independence). Thêm nữa, Wasp được hạ thủy mà hầu như không có vỏ giáp, mặc dù nó có thể được nâng cấp sau khi hoàn tất. Đáng kể nhất là Wasp hầu như không có được sự bảo vệ chống lại ngư lôi. Kết quả là chiếc tàu được ra đời với những khiếm khuyết cố hữu nghiêm trọng. Những điểm yếu này, cùng với kinh nghiệm tương đối kém trong việc cứu nạn trong những ngày đầu chiến tranh, đã trở thành những nguyên nhân khiến nó bị mất trong chiến đấu.
Được Quốc hội thông qua bởi một đạo luật vào ngày 27 tháng 3 năm 1934 để thay thế cho hạn ngạch của chiếc Langley (CV-1), Wasp được đặt lườn vào ngày 1 tháng 4 năm 1936 tại xưởng tàu Fore River của hãng Bethlehemm Steel Corp. ở Quincy, Massachusetts. Nó được hạ thủy vào ngày 4 tháng 4 năm 1939, được đỡ đầu bởi bà Carolyn Edison (phu nhân của Trợ lý Bộ trưởng Hải quân Charles Edison), và được nhập biên chế vào ngày  25 tháng 4 năm 1940 tại South Boston, Massachusetts dưới quyền chỉ huy của Hạm trưởng, Đại tá Hải quân John W. Reeves, Jr..

## Lịch sử hoạt động

### Các hoạt động ban đầu
Wasp ở lại Boston cho đến hết tháng 5 để được tiếp tục trang bị, cho đến khi nó ra khơi vào ngày 5 tháng 6 năm 1940 để hiệu chỉnh thiết bị định vị vô tuyến. Sau khi được tiếp tục trang bị trong khi thả neo tại cảng Boston, chiếc tàu sân bay mới đã di chuyển độc lập đến Hampton Roads, Virginia và thả neo tại đây vào ngày 24 tháng 6. Bốn ngày sau, nó khởi hành để cùng với tàu khu trục Morris (DD-417)đi sang vùng biển Caribe.
Trên đường đi, nó tiến hành huấn luyện chuẩn nhận hoạt động trên tàu sân bay. Trong số những phi công được chuẩn nhận sớm nhất có cả Trung úy Hải quân David McCampbell, người mà sau này trở thành phi công "Ách" có nhiều chiến công nhất của Hải quân trong Thế Chiến II. Wasp đi đến vịnh Guantánamo, Cuba kịp lúc để "trang trí" chiếc tàu nhân kỷ niệm Ngày Độc Lập.
Một bi kịch xảy ra làm hỏng chuyến đi chạy thử máy của chiếc tàu sân bay. Vào ngày 9 tháng 7, một máy bay ném bom bổ nhào Vought SB2U-2 Vindicator của nó đã bị rơi cách tàu khoảng hai dặm (3 km). Wasp nhanh chóng chuyển hướng tiến đến hiện trường, cũng như là tàu khu trục Morris đang làm nhiệm vụ canh phòng máy bay. Những chiếc xuồng từ tàu khu trục đã vớt được các vật dụng trong khoang chứa của chiếc máy bay, nhưng bản thân chiếc máy bay đã chìm xuống biển cùng hai thành viên đội bay.
Wasp rời vịnh Guantánamo ngày 11 tháng 7 và quay về đến Hampton Roads bốn ngày sau đó. Tại đây, nó nhận lên tàu những máy bay của Liên đội Không quân Thủy quân Lục chiến 1 và ra khơi để thực hiện thử nghiệm chuẩn nhận. Hoạt động ngoài khơi khu vực thực tập phía nam, con tàu và những chiếc máy bay hoàn thiện những kỹ năng của chúng trong một tuần lễ trước khi lực lượng Thủy quân Lục chiến rời tàu ở Norfolk, Virginia; sau đó chiếc tàu sân bay di chuyển lên phía Bắc đến Boston để thực hiện các sửa chữa sau khi chạy thử.
Trong khi ở tại Boston, nó đã bắn 21 phát súng chào nhân dịp Tổng thống Franklin D. Roosevelt nêm trên du thuyền của ông, chiếc Potomac (AG-25), ghé thăm Xưởng hải quân Boston vào ngày 10 tháng 8.
Wasp rời Boston ngày 21 tháng 8 để thực hành lái tàu và thử máy hết công suất. Sáng ngày hôm sau nó hướng đến Norfolk, Virginia. Trong vài ngày tiếp theo sau đó, trong khi chiếc tàu khu trục Ellis (DD-154) phục vụ như là tàu hộ tống canh phòng máy bay, Wasp thực tập phóng và thu hồi các máy bay của nó: máy bay tiêm kích thuộc Liên đội Tiêm kích 7 (VF-7) và máy bay ném bom-tuần tiễu thuộc Liên đội Tuần tiễu 72 (VS-72). Chiếc tàu sân bay quay về Xưởng Hải quân Norfolk vào ngày 28 tháng 8 để thực hiện các sửa chữa các turbine hơi nước của nó. Công việc này khiến nó phải ở lại xưởng tàu trong suốt tháng tiếp theo. Được đưa vào ụ tàu từ ngày 12 đến ngày 18 tháng 9, Wasp đi chuyến chạy thử máy cuối cùng ở Hampton Roads vào ngày 26 tháng 9 năm 1940.

### Hoạt động cùng Hạm đội
Sẵn sàng để gia nhập hạm đội và được phân về Đội tàu sân bay 3, Lực lượng Tuần tra, Wasp chuyển đến Căn cứ Hải quân Norfolk (NOB Norfolk) vào ngày 11 tháng 10 năm 1940. Tại đây nó nhận lên tàu 24 chiếc P-40 thuộc Liên đội Tiêm kích 8 Quân đoàn Không lực Lục quân Hoa Kỳ và chín chiếc O-47A thuộc Phi đội Quan sát 2, cũng như các máy bay dự trữ và đa dụng Grumman J2F của riêng nó vào ngày 12 tháng 10. Hướng ra biển để có khoảng trống vận động, Wasp cho cất cánh những chiếc máy Lục quân trong một thử nghiệm nhằm so sánh khoảng đường băng cất cánh của máy bay tiêu chuẩn Hải quân và máy bay Lục quân. Thử nghiệm này, lần đầu tiên máy bay Lục quân cất cánh từ một tàu sân bay Hải quân, báo trước việc sử dụng con tàu trong vai trò vận chuyển mà nó thực hiện xuất sắc trong Thế Chiến II.
Sau đó Wasp đi đến Cuba cùng với các tàu khu trục Plunkett (DD-431) và Niblack (DD-424). Trong bốn ngày tiếp theo sau, máy bay của nó thực hiện các chuyến bay huấn luyện thường xuyên, bao gồm thực hành ném bom bổ nhào và thực hành bắn súng máy. Khi đi đến vịnh Guantánamo, Wasp bắn chào một loạt 13 phát chào mừng Chuẩn Đô đốc Hayne Ellis, Chỉ huy Hạm đội Đại Tây Dương, lên chiếc thiết giáp hạm Texas (BB-35) vào ngày 19 tháng 10.
Trong những ngày còn lại của tháng 10 và trong tháng 11, Wasp tiến hành huấn luyện trong khu vực vịnh Guantánamo. Máy bay của nó thực hành thử nghiệm chuẩn nhận và bay huấn luyện và bay huấn luyện ôn tập, trong khi các xạ thủ của nó rèn luyện kỹ năng tác xạ mục tiêu tầm ngắn với mục tiêu giả được kéo bởi chiếc tàu kéo hạm đội mới Seminole (AT-65).

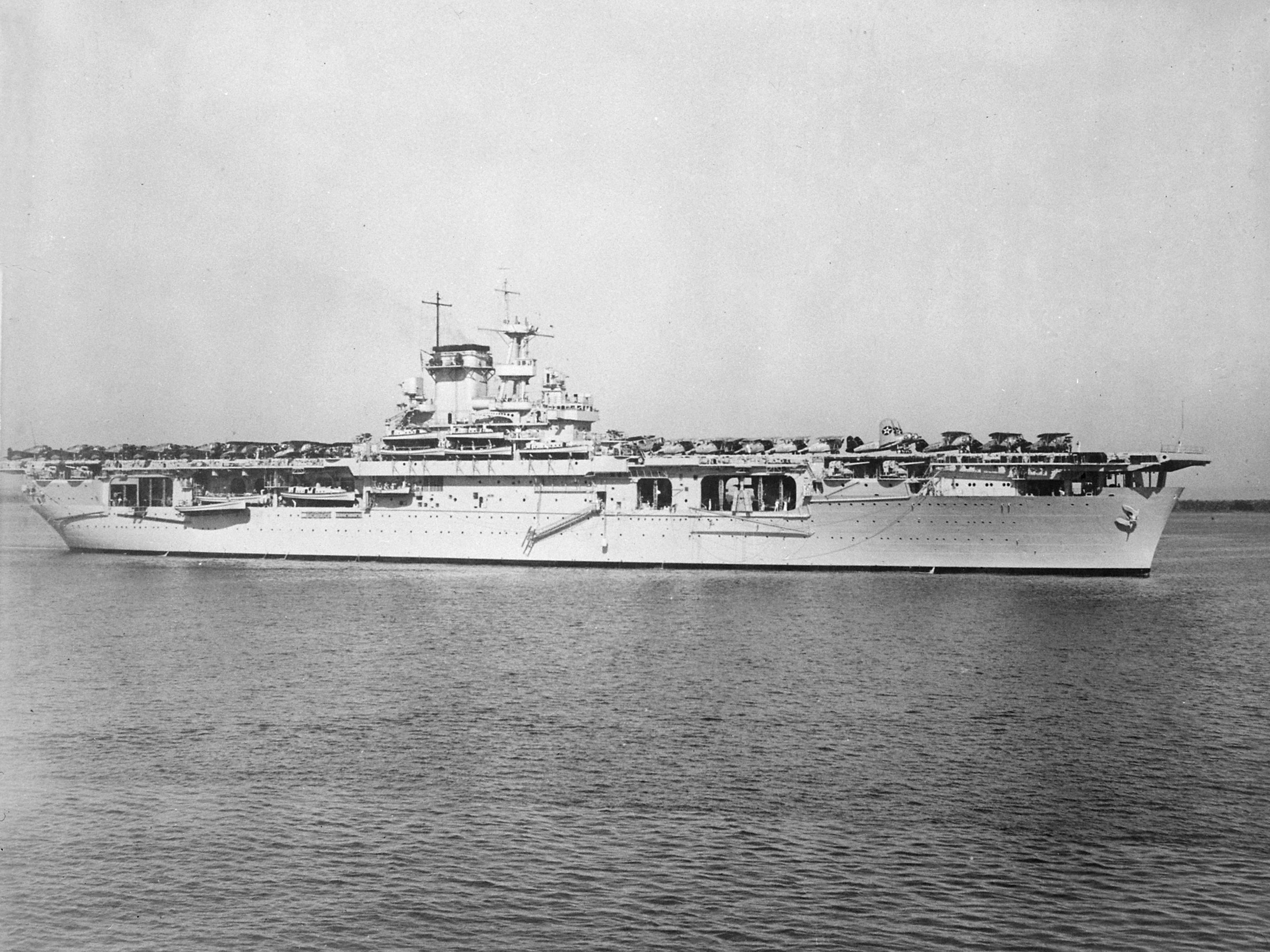
Chiếc Wasp vào ngày 27 tháng 12 năm 1940.

Sau khi hoàn tất các nhiệm vụ tại vùng biển Caribbe, Wasp khởi hành đi Norfolk và đến nơi vào trưa ngày 26 tháng 11. Nó ở lại Xưởng Hải quân Norfolk cho đến tận lễ Giáng Sinh năm 1940. Sau khi thực hiện các thử nghiệm khử từ lần đầu tiên cùng với chiếc Hannibal (AG-1), nó khởi hành để di chuyển độc lập sang Cuba.
Đi đến vịnh Guantánamo ngày 27 tháng 1 năm 1941, Wasp tiến hành các hoạt động huấn luyện bay thường xuyên cho đến tháng 2. Cùng với chiếc tàu khu trục Walke (DD-416) phục vụ như là tàu hộ tống và canh phòng máy bay, chiếc tàu sân bay hoạt động ngoài khơi Guantánamo và Culebra, thực hành cơ động với một loạt các tàu chiến, bao gồm thiết giáp hạm Texas, tàu sân bay Ranger (CV-4), các tàu tuần dương hạng nặng Tuscaloosa (CA-37) và Wichita (CA-45) cùng các khu trục hạm tháp tùng. Wasp thực hành tác xạ và tác chiến, cũng như huấn luyện bay thường xuyên cho đến tháng 3. Trên đường đi đến Hampton Roads ngày 4 tháng 3, chiếc tàu sân bay đã tiến hành thực tập chiến đấu ban đêm cho đến tận rạng sáng ngày 5 tháng 3.
Trên đường đi đến Norfolk, thời tiết trở nên rất xấu vào chiều tối ngày 7 tháng 3. Wasp di chuyển với vận tốc chuẩn 31 km/h (19 mph, 17 knot). Ngoài khơi mũi Hatteras, một quan sát viên trên tàu nhìn thấy một pháo hiệu đỏ lúc 22 giờ 45 phút, rồi một loạt pháo hiệu thứ hai lúc 22 giờ 59 phút. Đến 23 giờ 29 phút, dưới sự trợ giúp của các đền pha tìm kiếm, Wasp tìm thấy các kẻ đang bị lâm nạn. Đó là chiếc tàu buồm chở gỗ George E. Klinck đang trên đường đi từ Jacksonville, Florida đến Southwest Harbor, Maine.
Lúc đó thời tiết càng lúc càng trở nên phức tạp, từ sóng biển cấp 5 tăng lên cấp 7. Wasp tiến đến gần và chạy cặp song song lúc 00 giờ 07 phút ngày 8 tháng 3. Trong khi đó, bốn người trên chiếc tàu buồm trèo qua một thang dây Jacob lắc lư và bị gió mạnh vùi dập. Sau đó, mặc cho cơn giông tố tiếp tục hoành hành mảnh liệt, Wasp cho hạ xuống một chiếc xuồng vào lúc 00 giờ 16 phút, đem được bốn người còn lại trên chiếc tàu buồm đang đắm ở độ sâu 46 m (152 ft).
Cuối ngày hôm đó, Wasp đưa lên bờ các thủy thủ được giải cứu, và lập tức vào ụ tàu của Xưởng Hải quân Norfolk. Con tàu được tiến hành các sửa chữa cần thiết cho các turbine. Các lỗ cửa sổ trên thành tàu ở hầm thứ ba được hàn lại nhằm tăng độ kín nước, và bổ sung thêm các tấm thép bảo vệ quanh các khẩu đội pháo 5 inch và 1,1 inch. Wasp là chiếc tàu thứ mười bốn được trang bị kiểu radar thế hệ đầu tiên RCA CXAM-1. Sau khi các công việc sửa chữa và thay đổi trên hoàn tất, Wasp khởi hành hướng đến Quần đảo Virgin vào ngày 22 tháng 3, đến St. Thomas ba ngày sau. Không lâu sau nó chuyển đến vịnh Guantánamo và chất lên các hàng tiếp liệu hàng hải để vận chuyển đến Norfolk.
Quay về Norfolk ngày 30 tháng 3, Wasp tiến hành các hoạt động huấn luyện bay thường xuyên ngoài khơi Hampton Roads trong những ngày tiếp theo sau cho đến tận tháng 4. Cùng với chiếc tàu khu trục Sampson (DD-394), chiếc tàu sân bay tiến hành một cuộc tìm kiếm vô vọng một chiếc máy bay trinh sát bị rơi gần vị trí của nó vào ngày 8 tháng 4. Trong những ngày còn lại của tháng 4, Wasp hoạt động ngoài khơi phía Đông giữa Newport, Rhode Island và Norfolk, thực hiện huấn luyện bay và tuần tra cùng các phi đội máy bay trên tàu. Nó chuyển đến khu vực Bermuda vào giữa tháng 5, thả neo tại vịnh Grassy vào ngày 12 tháng 5. Tám ngày sau, con tàu lên đường cùng chiếc tàu tuần dương hạng nặng USS Quincy (CA-39) và các tàu khu trục USS Livermore (DD-429) và Kearny (DD-432) để tập trận ngoài biển trước khi quay trở về vịnh Grassy vào ngày 3 tháng 6. Wasp khởi hành đi Norfolk ba ngày sau đó, cùng với tàu khu trục Edison (DD-439) phục vụ như là tàu hộ tống bảo vệ chống tàu ngầm.
Sau một thời gian ngắn ở lại khu vực Tidewater, Wasp hướng về Bermuda vào ngày 20 tháng 6. Wasp và các tàu hộ tống tuần tra trên vùng biển Đại Tây Dương trải dài giữa Bermuda và Hampton Roads cho đến tận ngày 5 tháng 7, như là những chuyến tuần tra trung lập của Hạm đội Đại Tây Dương Hoa Kỳ. Đi đến vịnh Grassy trong ngày đó, nó ở lại cảng trong vòng một tuần trước khi quay về Norfolk, khởi hành ngày 12 tháng 7 cùng với tàu tuần dương Tuscaloosa (CA-37) và các tàu khu trục Grayson (DD-435), Anderson (DD-411) và Rowan (DD-405).

### Chuẩn bị cho chiến tranh
Sau khi quay về Norfolk vào ngày 13 tháng 7 năm 1941, Wasp cùng các phi đội máy bay trên tàu tiến hành huấn luyện ôn luyện ngoài khơi Virginia Capes. Trong thời gian đó, tình hình tại vùng biển Đại Tây Dương trở nên phức tạp hơn, lúc mà khả năng phía Mỹ can dự vào Trận chiến Đại Tây Dương chỉ còn là vấn đề thời gian, khi Hoa Kỳ càng lúc càng nghiêng về phía ủng hộ cho Anh Quốc trong cuộc xung đột. Nhằm đảm bảo an ninh cho phía Mỹ cũng như giúp lực lượng Anh rảnh tay cho những chiến trường cần thiết khác, Hoa Kỳ đã vạch kế hoạch chiếm đóng Iceland. Wasp đã đóng một vai trò quan trọng trong bước đi này.
Chiều ngày 23 tháng 7, khi con tàu sân bay đang thả neo tại Căn cứ Hải quân Norfolk, 32 phi công thuộc Không lực Mỹ (AAF) đến trình diện để thực hiện một "nhiệm vụ tạm thời". Lúc 06 giờ 30 phút ngày hôm sau, thủy thủ đoàn chiếc Wasp quan sát một chuyến hàng thú vị được chuyển lên boong tàu bởi cần cẩu của chính nó: 30 chiếc Curtiss P-40C và ba chiếc máy bay huấn luyện PT-17 thuộc Liên đội Tiêm kích 33 thuộc Không đoàn 8, đặt căn cứ tại Mitchell Field, New York. Ba ngày sau, ba phóng viên lên tàu, kể cả nhà báo nổi tiếng Fletcher Pratt.
Chiếc tàu sân bay đảm nhận nhiệm vụ chuyên chở số máy bay cần thiết của Lục quân nói trên đến Iceland, vì người Anh không có máy bay để hỗ trợ cho cuộc đổ bộ của quân Mỹ. Những chiếc P-40 Hoa Kỳ sẽ cung cấp việc phòng thủ trên không cần thiết cho các lực lượng lục quân chiếm đóng trong giai đoạn đầu. Wasp khởi hành ra biển vào ngày 28 tháng 7, với các tàu khu trục O'Brien (DD-415) và Walke trong vai trò hộ tống và canh phòng máy bay. Tàu tuần dương hạng nặng Vincennes (CA-44) sau đó gia nhập đội hình ngoài biển.
Trong vòng vài ngày, đội của Wasp gia nhập Lực lượng Đặc nhiệm 16, vốn bao gồm thiết giáp hạm Mississippi (BB-41), các tàu tuần dương Quincy và Wichita, năm tàu khu trục, các tàu vận chuyển Semmes (AG-24), American Legion (AP-35), Mizar (AF-12) và Almaack (AK-27). Những chiếc tàu này cùng hướng về phía Iceland nơi các đội quân chiếm đóng đầu tiên đổ bộ lên. Vào buổi sáng ngày 6 tháng 8 năm 1941, Wasp, Vincennes, Walke và O'Brien tách khỏi đội hình chính của Lực lượng Đặc nhiệm 16. Không lâu sau đó, chiếc tàu sân bay quay ra hướng gió và phóng lên những chiếc máy bay của Phi đội Tiêm kích 33. Khi những chiếc P-40 và ba chiếc máy bay huấn luyện bay đến Iceland, Wasp quay về Norfolk cùng ba chiếc tàu theo tháp tùng hộ tống. Sau một tuần lễ nữa ở ngoài biển, đội về đến Norfolk vào ngày 14 tháng 8.
Ra khơi trở lại vào ngày 22 tháng 8, Wasp tiếp tục bay chuẩn nhận và ôn luyện hạ cánh ngoài khơi bờ biển Virginia. Hai ngày sau, Chuẩn Đô đốc H. Kent Hewitt, Tư lệnh Tuần dương Hạm đội Đại Tây Dương, chuyển cờ hiệu của ông từ chiếc tàu tuần dương hạng nhẹ Savannah (CL-42) sang chiếc Wasp trong khi nó đang buông neo tại Hampton Roads. Tiếp tục di chuyển vào ngày 25 tháng 8, cùng với chiếc Savannah, Monssen (DD-436) và Kearny, chiếc tàu sân bay thực hiện bay huấn luyện trong những ngày tiếp theo sau. Những lời đồn đại của các thành viên trên tàu rằng con tàu sân bay ra khơi để truy tìm chiếc tàu tuần dương hạng nặng Admiral Hipper của Hải quân Đức, được cho là đang rong ruỗi ở vùng biển phía Tây Đại Tây Dương nhằm săn mồi. Sự suy đoán được xác nhận vào ngày 30 tháng 8 khi nhìn thấy chiếc thiết giáp hạm Anh HMS Rodney (29) ở khoảng cách 32 km (20 dặm), đi cùng hướng với lực lượng Mỹ.
Trong bất kỳ trường hợp nào, nếu thật sự nhóm đang truy lùng con tàu Đức, họ đã không tìm thấy nó. Wasp và các tàu hộ tống cho nó đã thả neo tại vịnh Paria, Trinidad, vào ngày 2 tháng 9, khi Đô đốc Hewitt chuyển cờ hiệu của mình trở lại chiếc Savannah. Chiếc tàu sân bay ở lại cảng cho đến tận ngày 6 tháng 9, khi nó lại ra khơi tuần tra nhằm "duy trì tình trạng trung lập của Hoa Kỳ ở Đại Tây Dương".
Đang khi ngoài biển, nó nhận được tin cuộc tấn công không thành công của một tàu ngầm U-boat Đức nhắm vào chiếc tàu khu trục Greer (DD-145). Hoa Kỳ đã ngày càng can thiệp sâu vào trong cuộc chiến; tàu chiến Mỹ giờ đây hộ tống các đoàn tàu vận tải Anh trong nữa chặng đường vượt Đại Tây Dương cho đến "điểm hẹn giữa đại dương", rồi bàn giao lại nhiệm vụ hộ tống trong nữa chặng còn lại cho các tàu chiến Anh Quốc.
Thủy thủ đoàn trên chiếc Wasp mong mỏi được quay trở về Bermuda vào ngày 18 tháng 9, nhưng hoàn cảnh mới trên Đại Tây Dương buộc phải thay đổi kế hoạch. Chuyển sang vùng biển lạnh hơn ở Newfoundland, chiếc tàu sân bay đến vịnh Placentia vào ngày 22 tháng 9 và được tiếp thêm nhiên liệu từ tàu tiếp dầu Salinas (AO-19) vào ngày hôm sau. Tuy nhiên, thời gian nghỉ ngơi tại cảng thật ngắn ngủi, khi con tàu lại tiếp tục khởi hành vào cuối ngày 23 tháng 9 để hướng đến Iceland. Cùng với chiếc Wichita, bốn tàu khu trục và chiếc tàu sửa chữa Vulcan (AR-5), Wasp đi đến Hvalfjörður, Iceland, vào ngày 28 tháng 9. Hai ngày trước đó, Đô đốc Harold R. Stark, Tư lệnh Tác chiến Hải quân, đã yêu cầu các tàu chiến Mỹ áp dụng mọi biện pháp để tiêu diệt mọi tàu chiến Đức hay Ý gặp phải.
Với các hoạt động ngày càng leo thang theo sau việc thực hiện hộ tống các đoàn tàu vận tải của Hải quân Mỹ, Wasp trở ra biển vào ngày 6 tháng 10 cùng với chiếc Vincennes và bốn tàu khu trục. Những chiếc tàu chiến này tuần tra tại vùng biển sương mù giá lạnh Bắc Đại Tây Dương cho đến khi quay về vịnh Little Placentia, Newfoundland vào ngày 11 tháng 10, thả neo tại đây trong khi một cơn cuồng phong thổi tạt qua vịnh với gió mạnh và mưa to. Vào ngày 17 tháng 10, Wasp khởi hành đi Norfolk, tuần tra trên đường đi, và về đến cảng nhà vào ngày 20 tháng 10. Không lâu sau, chiếc tàu sân bay lại khởi hành đi Bermuda, thực hiện bay chuẩn nhận và huấn luyện bay ôn tập trên đường đi. Thả neo tại vịnh Grassy ngày 1 tháng 11, Wasp hoạt động tuần tra ở vùng biển ngoài khơi Bermuda cho đến hết tháng đó.
Tháng 10 năm 1941 chứng kiến nhiều sự kiện đối đầu giữa lực lượng Mỹ và Đức ngoài biển khơi. Kearny bị bắn ngư lôi vào ngày 17 tháng 10, Salinas vào ngày 28, và sự kiện bi thảm nhất của mùa Thu năm đó là chiếc tàu khu trục Reuben James (DD-245) bị trúng ngư lôi và chìm với tổn thất nhân mạng rất lớn vào ngày 30 tháng 10 năm 1941. Trong khi đó, tại Thái Bình Dương, sự căng thẳng giữa Hoa Kỳ và Nhật Bản gia tăng theo theo từng ngày trôi qua.
Wasp rời khỏi vịnh Grassy trở ra biển vào ngày 3 tháng 12 và gặp gỡ chiếc tàu khu trục Wilson (DD-408). Trong khi chiếc tàu khu trục phục vụ canh phòng máy bay, lực lượng không quân của chiếc Wasp thực hiện các chuyến bay huấn luyện ngày và đêm. Thêm vào đó, hai chiếc tàu chiến còn tiến hành huấn luyện tác xạ pháo trước khi quay về vịnh Grassy hai ngày sau đó. Nó thả neo tại đây vào ngày 7 tháng 12 năm 1941 khi Hải quân Nhật bất ngờ tấn công Trân Châu Cảng.

### Mặt trận Đại Tây Dương
Trong thời gian đó, các quan chức Hải quân cảm thấy lo ngại rằng các tàu chiến Pháp trong vùng biển Caribe và Tây Ấn đang chuẩn bị để tìm cách thoát đi nhằm quay trở về Pháp. Do đó, Wasp, tàu tuần dương hạng nhẹ Brooklyn (CL-40) và hai tàu khu trục Sterett (DD-407) và Wilson khởi hành rời vịnh Grassy hướng về phía Martinique. Các tin tức tình báo sai lầm đã khiến cho các quan chức tại Washington tin rằng chiếc tàu buôn vũ trang-tuần dương Barfleur của chính phủ Vichy Pháp đã lên đường ra khơi. Vì vậy người Pháp đã được cảnh báo rằng con tàu tuần dương phụ trợ sẽ bị đánh chìm hoặc chiếm giữ, trừ phi nó phải quay về cảng và ở lại đó. Những sự kiện tiếp theo sau cho thấy rằng Barfleur đã không hề khởi hành, nhưng vẫn ở lại cảng. Tình trạng căng thẳng ở Martinique cuối cùng cũng dịu đi, và cơn khủng hoảng cũng giảm bớt.
Với tình hình tại vùng biển Tây Ấn tương đối lắng dịu, Wasp rời vịnh Grassy để hướng đến Hampton Roads ba ngày trước lễ Giáng sinh, đi cùng với chiếc tàu vận chuyển máy bay Long Island (AVG-1), và được hộ tống bởi các tàu khu trục Stack (DD-406) và Sterett. Hai ngày sau, con tàu sân bay bỏ neo tại Xưởng Hải quân Norfolk để thực hiện việc đại tu kéo dài cho đến tận đầu năm 1942.
Sau khi rời Norfolk vào ngày 14 tháng 1 năm 1942, Wasp hướng lên phía Bắc và đi đến Căn cứ Hải quân Argentia, Newfoundland và Casco Bay, Maine. Vào ngày 16 tháng 3, như là một phần của Đội Đặc nhiệm 22.6, nó quay trở về Norfolk. Trong buổi sáng sớm của ngày hôm sau, tầm nhìn bị giảm xuống đáng kể; vào lúc 06 giờ 50 phút, mũi chiếc Wasp đã đâm vào mạn phải của tàu khu trục Stack, đâm thủng một lỗ và làm ngập hoàn toàn khoang lò đốt số 1. Stack được cho tách ra và hướng về Xưởng Hải quân Philadelphia, nơi nó được sửa chữa các hư hỏng.
Trong khi đó, Wasp quay về đến Norfolk vào ngày 21 tháng 3 an toàn. Quay trở lại Casco Bay ba ngày sau đó, nó ra khơi để hướng sang quần đảo Anh vào ngày 26 tháng 3 cùng với Lực lượng Đặc nhiệm 39 dưới quyền chỉ huy của Chuẩn Đô đốc John W. Wilcox, Jr. trên chiếc thiết giáp hạm Washington (BB-56). Lực lượng này được phái sang tăng cường cho Hạm đội Nhà của Hải quân Anh. Đang khi trên đường đi, Chuẩn Đô đốc Wilcox bị cuốn qua boong chiếc thiết giáp hạm và bị rơi xuống biển. Mặc dù bị ảnh hưởng bởi tầm nhìn rất kém, những chiếc máy bay của chiếc Wasp vẫn tham gia vào việc tìm kiếm. Thi thể của Wilcox được tìm thấy một giờ sau đó, mặt úp xuống biển đang động mạnh, nhưng đã không được vớt lên do thời tiết quá xấu.

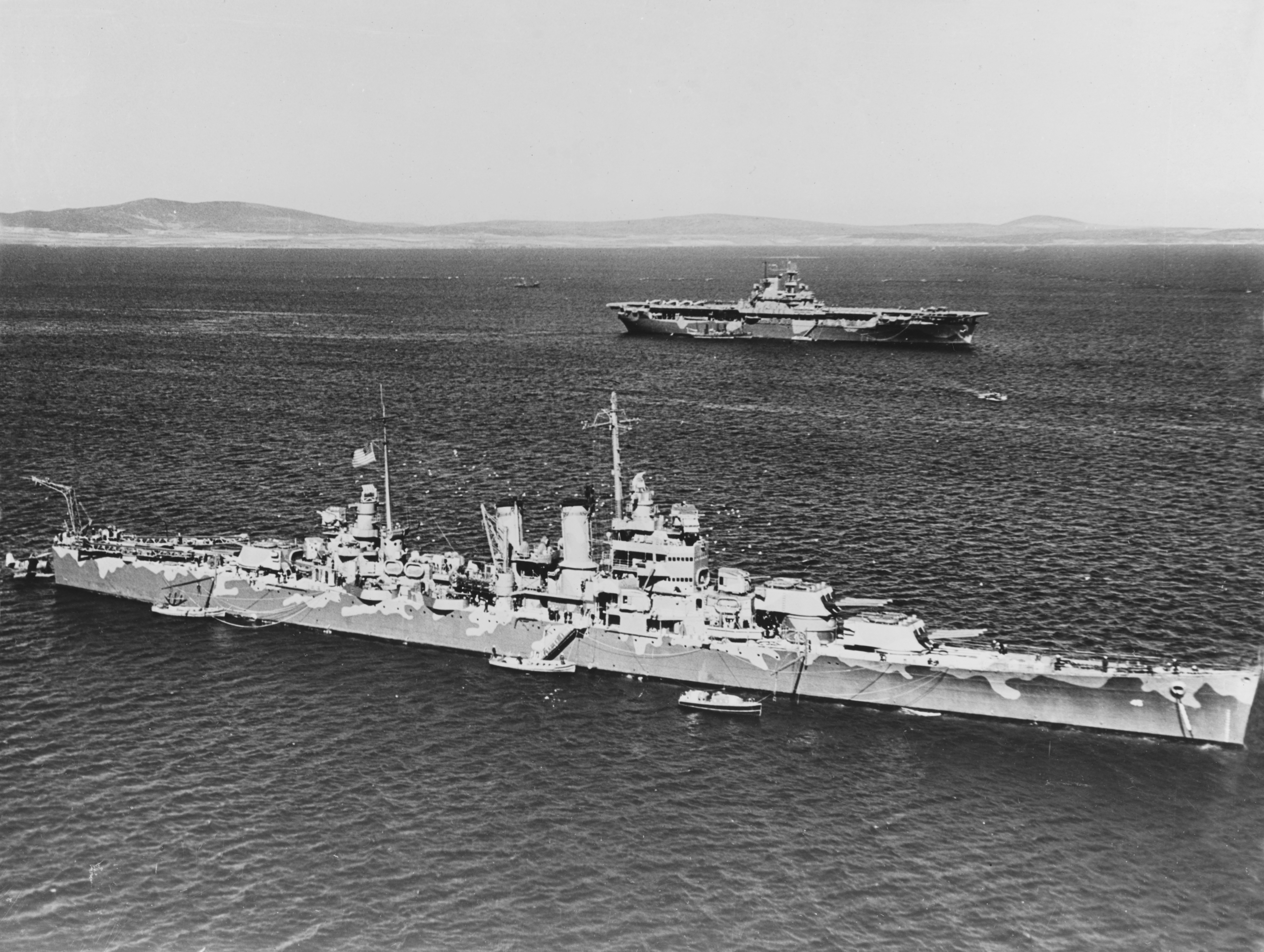
Wasp cùng chiếc tàu tuần dương hạng nặng Wichita trong vịnh Scapa Flow.

Chuẩn Đô đốc Robert C. Giffen tiếp nhận việc chỉ huy Lực lượng Đặc nhiệm 39 và đặt cờ hiệu của mình bên trên chiếc Wichita. Các tàu chiến Mỹ gặp gỡ một lực lượng được xây dựng quanh chiếc tàu tuần dương hạng nhẹ HMS Edinburgh (16) vào ngày 3 tháng 4. Những con tàu này hộ tống chúng đến Scapa Flow thuộc quần đảo Orkney. Đang khi ở đây, một chiếc Gloster Gladiator do Đại úy Hải quân Hoàng gia Henry Fancourt điều khiển đã hạ cánh trên chiếc Wasp, đánh dấu lần đầu tiên một chiếc máy bay Anh hạ cánh trên một tàu sân bay Mỹ trong chiến tranh.
Trong khi phần lớn tàu chiến của Lực lượng Đặc nhiệm 39 gia nhập Hạm đội Nhà Anh Quốc, và trong quá trình đó được đổi tên thành Lực lượng Đặc nhiệm 99, để hộ tống các đoàn vận tải đi sang phía Bắc nước Nga, Wasp rời Scapa Flow vào ngày 9 tháng 4, hướng đến cửa sông Clyde và Greenock, Scotland. Ngày hôm sau, con tàu sân bay đi ngược dòng sông Clyde, ngang qua các cơ sở đóng tàu John Brown Clydebank. Tại đây, công nhân đóng tàu đã ngưng công việc để chào mừng nó một cách niềm nở huyên náo khi nó đi ngang. Nhiệm vụ sắp tới của chiếc Wasp là một việc quan trọng, trong đó số phận của hòn đảo pháo đài Malta đang bị treo lơ lững. Hòn đảo trọng yếu này đang bị máy bay Đức và Ý đánh phá quyết liệt hằng ngày. Người Anh, đối mặt với nguy cơ bị mất ưu thế trên không bên trên hòn đảo, đã yêu cầu sử dụng một tàu sân bay để vận chuyển số máy bay cần thiết để giành lại ưu thế trên không từ tay phe Trục. Wasp đảm nhận vai trò vận chuyển một lần nữa.
Đưa lên bờ số máy bay ném ngư lôi và máy bay ném bom bổ nhào của nó, Wasp chất lên tàu 47 máy bay tiêm kích  Supermarine Spitfire Mk. V thuộc Liên đội 603 Không quân Hoàng gia tại Glasgow vào ngày 13 tháng 4, rồi khởi hành vào ngày 14. Lực lượng hộ tống bảo vệ cho nó bao gồm Lực lượng "W" của Hạm đội Nhà; một nhóm tàu chiến bao gồm chiếc tàu chiến-tuần dương HMS Renown (1916) và các tàu tuần dương phòng không HMS Cairo (D87) và HMS Charybdis (88). Các tàu khu trục Hoa Kỳ Madison (DD-425) và Lang (DD-399) cũng cùng theo hộ tống cho Wasp.
Wasp và những tàu tháp tùng băng qua eo biển Gibraltar dưới sự che chở của bóng đêm trước lúc bình minh ngày 19 tháng 4, để tránh khả năng bị tình báo Tây Ban Nha hay khối Trục phát hiện. Lúc 04 giờ sáng ngày 20 tháng 4, Wasp cho phóng lên 11 chiếc máy bay tiêm kích Grumman F4F Wildcat nhằm tạo ra một vòng đai tuần tra chiến đấu trên không (CAP) bên trên Lực lượng "W". Trong khi đó, những chiếc Spitfire được cho khởi động máy bay dưới sàn chứa máy bay. Trong khi những chiếc Wildcat tuần tra bên trên, lần lượt những chiếc Spitfire được thang nâng đưa lên rồi được cho lệnh sẵn sàng để cất cánh. Từng chiếc một cất lên khỏi sàn đáp rồi hướng về phía Malta.

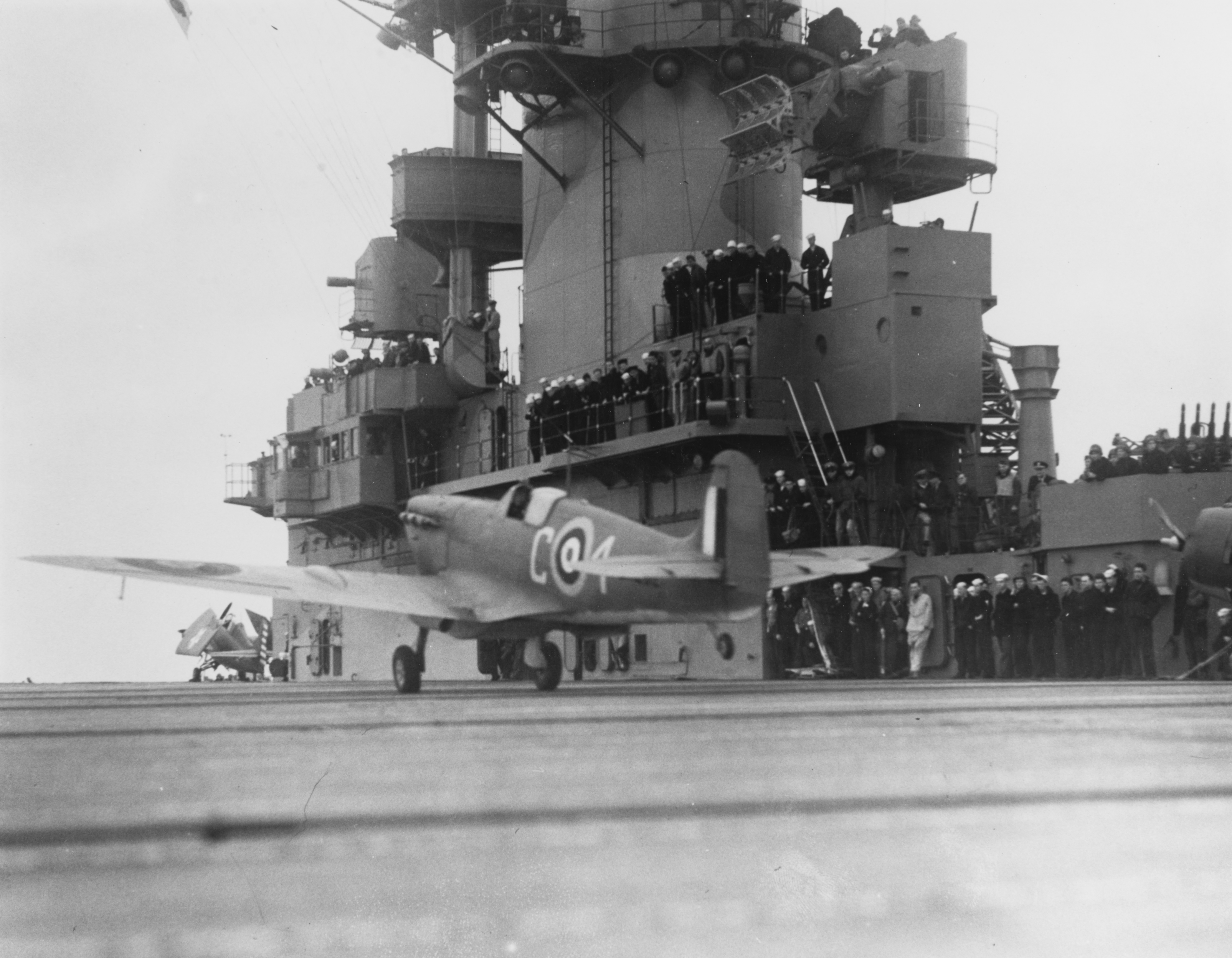
Những chiếc máy bay tiêm kích Spitfire cất cánh từ Wasp

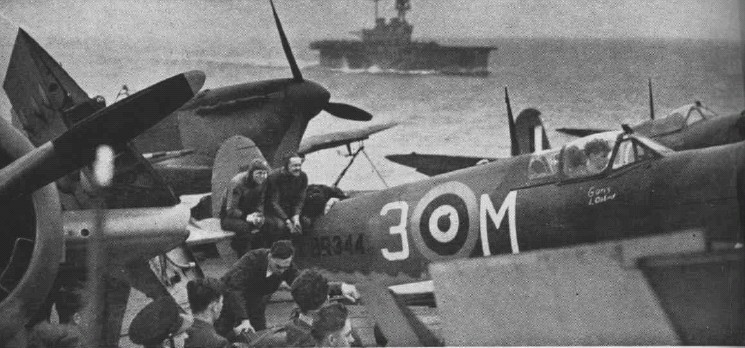
Tàu sân bay Anh tháp tùng USS Wasp trên chuyến hải hành thứ hai đến Malta

Khi việc phóng máy bay hoàn tất, Wasp rút lui về hướng Anh quốc, và những chiếc máy bay được chuyển giao đến nơi an toàn. Tuy nhiên, những chiếc Spitfire này vốn được chuyển đến để bổ sung cho số lượng máy bay tiêm kích Gladiator và Hurricane đang bị hao mòn, đã bị mạng lưới tình báo khá hiệu quả của phe Trục theo dõi, và sự có mặt của chúng đã bị phát hiện. Những chiếc Spitfire bị tiêu hao trên mặt đất do những cuộc ném bom nặng nề của Đức.
Kết quả là tình trạng nguy cấp như vậy đòi hỏi phải có một chuyến vận chuyển thứ hai đến Malta. Vì vậy, Thủ tướng Anh Winston Churchill, lo ngại rằng Malta có thể "bị đập nát từng mảnh", đã yêu cầu Tổng thống Roosevelt cho phép chiếc Wasp thực hiện một "cú đột kích" nữa. Roosevelt đã đáp ứng một cách tích cực. Thực hiện nghĩa vụ của mình, Wasp lại chất lên tàu một nhóm Spitfire V và khởi hành đi Địa Trung Hải vào ngày 3 tháng 5. Một lần nữa, Wasp đã hành động mà không bị quấy rầy. Lần này, chiếc tàu sân bay Anh Quốc HMS Eagle (1918) cùng tháp tùng theo chiếc Wasp, bản thân nó cũng chở theo một nhóm máy bay Spitfire hướng về phía đảo Malta.
Hai chiếc tàu sân bay Đồng Minh đến được điểm xuất phát vào sáng sớm ngày thứ bảy 9 tháng 5, với chiếc Wasp dẫn trước chiếc Eagle một khoảng cách 900 m (1.000 yd). Lúc 06 giờ 30 phút, Wasp tung ra 11 máy bay tiêm kích F4F-4 thuộc Liên đội VF-71 nhằm phục vụ cho vai trò tuần tra chiến đấu trên không (CAP) bên trên lực lượng đặc nhiệm. Chiếc Spitfire đầu tiên, do Trung sĩ Herrington điều khiển, mở hết tốc độ cánh quạt chạy dọc theo đường băng của sàn đáp lúc 06 giờ 43 phút, nhưng nó bị chết máy ngay sau khi cất cánh và bị rơi xuống biển, tổn thất cả máy bay và phi công.
Không bị sợ hãi bởi trường hợp tổn thất của Trung sĩ Herrington, những chiếc máy bay khác đã cất cánh một cách an toàn, tạo thành đội hình và bay đến Malta. Tuy nhiên, vận rủi một lần nữa lại xảy ra khi một phi công bất cẩn thả rơi thùng nhiên liệu phụ khi anh ta lên đến độ cao 600 m (2.000 ft). Không có nó, anh không thể nào bay đến được Malta; và chỉ có thể lựa chọn quay lại hạ cánh trên chiếc Wasp hoặc đáp xuống biển.
Trung sĩ Smith đã chọn giải pháp thứ nhất. Chiếc Wasp bẻ lái với tốc độ tối đa và thu hồi được chiếc máy bay lúc 07 giờ 43 phút. Chiếc Spitfire dừng lại khi chỉ cách mép trước của sàn đáp 4,5 m (15 ft), một cú hạ cánh mà theo như quan sát của thủy thủ trên chiếc Wasp là như chỉ với "một dây hãm". Với mục đích chính yếu của chuyến đi đã hoàn tất, chiếc tàu sân bay quay trở về quần đảo Anh Quốc, trong khi một đài phát thanh Đức lại đưa tin chiếc tàu sân bay Mỹ đã bị đánh chìm. Tuy nhiên, đa số những người trong các trại tù binh quân Đồng Minh biết rõ hơn; vào ngày 11 tháng 5, Thủ tướng Anh Churchill đã gửi một bức điện dí dỏm đến hạm trưởng và thủy thủ đoàn chiếc Wasp: "cảm ơn tất cả các bạn rất nhiều vì sự giúp đỡ kịp thời. Ai có thể bảo Wasp không thể "đốt" hai lần ? "

### Chiến tranh tại Thái Bình Dương
Đầu tháng 5 năm 1942, gần như cùng lúc với chuyến đi thứ hai của Wasp đến Malta (Chiến dịch Bowery) – đã diễn ra Trận chiến biển Coral, rồi tiếp theo là Trận Midway một tháng sau đó. Các trận chiến này đã khiến cho phía Mỹ chỉ còn lại hai tàu sân bay tại Mặt trận Thái Bình Dương, và đã đến lúc phải khẩn cấp điều động Wasp đến đó.
Wasp vội vã quay trở về Hoa Kỳ nhằm thực hiện các sửa chữa và thay đổi tại xưởng Hải quân Norfolk. Trong thời gian chiếc tàu sân bay ở lại vùng Tidewater, Đại tá Reeves được thăng quân hàm lên hàng Đô đốc nên được thay thế bởi Đại tá Hải quân Forrest P. Sherman vào ngày 31 tháng 5. Rời Norfolk ngày 6 tháng 6, Wasp di chuyển cùng Lực lượng Đặc nhiệm 37, vốn được hình thành chung quanh chiếc tàu sân bay và chiếc thiết giáp hạm mới North Carolina (BB-55), và được hộ tống bởi hai tàu tuần dương Quincy (CA-39) và San Juan (CL-54) cùng nữa tá tàu khu trục. Hải đội băng qua kênh đào Panama vào ngày 10 tháng 6, khi đơn vị này được đổi tên thành Lực lượng Đặc nhiệm 18. Con tàu sân bay mang cờ hiệu hai sao của Chuẩn Đô đốc Leigh Noyes.
Đi đến San Diego, California vào ngày 19 tháng 6, Wasp chất lên tàu phần còn lại của lực lượng không quân phối thuộc cho nó gồm những chiếc Grumman TBF-1 Avenger và Douglas SBD-3 Dauntless, những chiếc sau này dùng để thay thế cho những chiếc Vindicator đã lạc hậu. Vào ngày 1 tháng 7, nó khởi hành đi quần đảo Tonga như là một phần của lực lượng hộ tống cho đoàn vận tải gồm năm chiếc vận chuyển trung đoàn Thủy quân Lục chiến 2. Trong khi đó, công việc chuẩn bị nhằm tấn công lên quần đảo Solomon cũng được tiến hành. Cho đến lúc đó, quân Nhật đang ở thế tấn công, họ đang thiết lập một vành đai phòng vệ bên ngoài chu vi của khu vực Thịnh vượng chung Đại Đông Á của họ.
Vào ngày 4 tháng 7, trong khi Wasp đang trên đường đến Nam Thái Bình Dương, quân Nhật đã đổ bộ lên đảo Guadalcanal. Các nhà chiến lược Đồng Minh đã nhận thức được rằng nếu quân Nhật sử dụng máy bay đặt căn cứ trên hòn đảo quan trọng này, nó sẽ lập tức đe dọa quyền kiểm soát của Đồng Minh trên khu vực New Hebrides và New Caledonia. Thay vì đợi cho đến khi quân Nhật có thể trụ vững chắc chắn trên đảo, họ đề nghị phải đánh đuổi đối phương trước khi chúng có thể bám trụ. Phó Đô đốc Robert L. Ghormley, người đã có được thành tích tốt đẹp ở London khi làm Tùy viên Đặc biệt Hải quân, được giao phó nhiệm vụ chỉ huy chiến dịch. Ông đặt sở chỉ huy chiến dịch của mình ở Auckland, New Zealand. Vì quân Nhật đã đặt được chân lên Guadalcanal, lợi thế về thời gian thuộc về phía họ; và những công việc chuẩn bị cho cuộc tấn công được tiến hành nhanh chóng dưới sự bí mật tối đa.
Wasp cùng với các tàu sân bay Saratoga (CV-3) và Enterprise (CV-6) được phối thuộc cùng Lực lượng Hỗ trợ dưới quyền chỉ huy của Phó Đô đốc Frank Jack Fletcher. Dưới quyền chỉ huy chiến thuật của Chuẩn Đô đốc Noyes đang đặt cờ hiệu trên chiếc Wasp, những chiếc tàu sân bay được giao vai trò hỗ trợ trên không cho cuộc chiếm đóng khởi đầu cho chiến dịch Guadalcanal.
Wasp và thành viên đội bay của nó tích cực thao dợt ngày và đêm nhằm hoàn thiện kỹ năng của họ đến một trình độ cao, và cho đến khi sự chuẩn bị cho chiến dịch tấn công vào Guadalcanal đạt đến cao trào, Hạm trưởng Sherman tin tưởng rằng phi công của ông có thể hoàn thành được trách nhiệm của họ. Ngày D ban đầu được hoạch định là vào 1 tháng 8, nhưng sự chậm trễ trong việc đưa đến các tàu vận tải dùng để vân chuyển lực lượng Thủy quân Lục chiến khiến cho thời hạn trên phải được dời đến ngày 7 tháng 8.
Chiếc Wasp được bảo vệ bởi các tàu tuần dương hạng nặng San Francisco (CA-38) và Salt Lake City (CA-25) cùng bốn tàu khu trục, đã di chuyển theo hướng Tây về phía Guadalcanal vào buổi chiều tối ngày 6 tháng 8 cho đến tận nữa đêm. Sau đó, nó đổi hướng về phía Đông để đến điểm xuất phát cách Tulagi 135 km (84 dặm) một giờ trước lúc bình minh. Lúc 05 giờ 30 phút, những chiếc máy bay đầu tiên được đưa lên sàn đáp chiếc Wasp, và đến 05 giờ 57 phút, nhóm máy bay tiêm kích tuần tra chiến đấu trên không bắt đầu cất cánh.
Những chuyến bay đầu tiên của những chiếc F4F và SBD được giao phó các mục tiêu: Tulagi, Gavutu, Tanambogo, Halavo, Port Purvis, Haleta, Bungana, và trạm phát thanh có tên gọi lóng là "Asses' Ears." 
Những chiếc F4F của Đại úy Shands và Trung sĩ S. W. Forrer ngoặt xuống bờ biển phía Bắc hướng đến Gavatu, trong khi hai chiếc khác hướng đến các căn cứ thủy phi cơ ở Tanambogo. Quân Nhật dường như bị bất ngờ, và những chiếc máy bay tiêm kích Grumman đến mục tiêu gần như đồng thời lúc bình minh, đã bắn hạ tất cả những chiếc máy bay tuần tra và thủy phi cơ trong khu vực. Mười lăm chiếc thủy phi cơ Kawanishi và bảy chiếc thủy phi cơ tiêm kích Nakajima, một phiên bản thủy phi cơ của kiểu máy bay Mitsubishi "Zero", bị các máy bay tiêm kích của Shands bay gần sát mặt đất tiêu diệt. Bản thân Shands tiêu diệt được ít nhất bốn chiếc thủy phi cơ tiêm kích một động cơ Nakajima và một thủy phi cơ bốn động cơ. Đồng đội của ông là Forrer tiêu diệt được ba thủy phi cơ và một máy bay tuần tra. Đại úy Wright và Trung sĩ Kenton tiêu diệt ba máy bay tuần tra và một ca nô đang dự tính kéo thủy phi cơ; các Trung sĩ Reeves và Conklin mỗi người tiêu diệt được hai chiếc và cùng chia sẻ chiến công chiếc máy bay tuần tra thứ năm. Thêm vào đó, các máy bay F4F còn phá hủy một xe tải chở xăng máy bay và một chiếc khác chở linh kiện phụ tùng.
Những chiếc SBD cũng thực hiện những cuộc tấn công ném bom rất hiệu quả. Sự đánh giá sau khi tấn công đã ước lượng rằng các vị trí pháo phòng không và khẩu đội pháo bờ biển được tình báo chỉ điểm đã bị máy bay ném bom bổ nhào tiêu diệt ngay trong đợt tấn công đầu tiên. Lực lượng Nhật Bản đã hoàn toàn không có sự chuẩn bị nào nên không có chiếc máy bay nào của Wasp bị bắn rơi. Chỉ có một chiếc trong tổng số 16 chiếc Grumman không quay về tàu, nhưng trong trường hợp ấy Trung sĩ Reeves đã hạ cánh trên chiếc Enterprise sau khi bị hết nhiên liệu.
Lúc 07 giờ 04 phút, 12 chiếc Grumman TBF-1 do Đại úy H. A. Romberg chỉ huy cất cánh, chất đầy bom để tấn công các mục tiêu trên đất liền. Gặp phải sự kháng cự đáng kể, lực lượng đổ bộ ban đầu đã yêu cầu được giúp đỡ. Một tá chiếc Avenger của Romberg đã không kích xuống quân Nhật đang tập trung tại phía Đông đầu khu đất được gọi là đồi 281 trong khu vực Makambo-Sasapi và nhà tù trên đảo Tulagi. Báo cáo chính thức sau đó cho biết "Mọi sự kháng cự của đối phương đều bị triệt tiêu bởi phi vụ này".
Ngày đầu tiên của chiến dịch Guadalcanal tỏ ra thành công. Khoảng 10.000 quân đã đổ bộ được lên hòn đảo và chỉ gặp phải những sự kháng cự nhẹ nhàng. Tuy nhiên tại Tulagi, quân Nhật đối đầu khá kịch liệt, giữ được khoảng một phần năm đảo khi trời sụp tối. Các tàu sân bay Wasp, Saratoga và Enterprise cùng lực lượng hộ tống của chúng rút lui về phía Nam khi đêm xuống.
Wasp quay lại chiến trường sáng ngày hôm sau 8 tháng 8, để duy trì tuần tra chiến đấu trên không liên tục bên trên khu vực đổ bộ cho đến tận trưa. Những chiếc máy bay tiêm kích này được chỉ huy bởi Đại úy C. S. Moffett. Cùng lúc đó, chiếc tàu sân bay cũng tung ra một lực lượng tuần tra trinh sát gồm 12 chiếc SBD-3 do Thiếu tá E. M. Snowden chỉ huy. Những chiếc Dauntless tìm kiếm trong một khu vực đường kính lên đến 350 km (220 dặm), bao gồm cả đảo Santa Isabel và nhóm đảo New Georgia.
Các phi công trên những chiếc Dauntless không thấy gì trong buổi sáng đó và không gặp phải lực lượng Nhật Bản trong suốt hai giờ ở trên không. Nhưng tình hình nhanh chóng thay đổi đối với chỉ huy phi đội. Lúc 08 giờ 15 phút, Snowden nhìn thấy một chiếc Nakajima A6M2-N "Rufe" cách vịnh Rekata khoảng 64 km (40 dặm) và bắt đầu rượt đuổi. Phi công Nhật bay lên cao và tìm cách lợi dụng các đám mây để lẩn tránh. Snowden cuối cùng cũng tiến đến gần đối thủ và sử dụng cặp súng máy cỡ nòng.50 bắn một loạt ngắn trúng đích, khiến cho chiếc "Rufe" xoáy tròn và rơi xuống biển Solomon.
Trong khi đó, một nhóm lớn máy bay Nhật đang đến gần từ hướng Bougainville, chắc chắn rằng sẽ tấn công các tàu vận chuyển ngoài khơi Lunga Point. Sau khi biết được lực lượng đối phương đang đến gần, Chuẩn Đô đốc Richmond K. Turner ra lệnh cho mọi lực lượng đổ bộ thực hiện cơ động và di chuyển thay đổi vị trí. Các tàu sân bay cũng dọn sạch sàn đáp để chuẩn bị hành động. Máy bay của Wasp cũng tham gia vào trận chiến hỗm độn sau đó mà một số chiếc tham gia do tình cờ.
Thiếu tá Eldridge một lần nữa dẫn đầu một đội hình những chiếc SDB-3 thuộc Phi đội VS-71 hướng đến đảo Mbangi ngoài khơi Tulagi, nơi mà sự kháng cự của quân Nhật khá kịch liệt. Xạ thủ súng máy trên máy bay của Eldridge là L. A. Powers bất ngờ phát hiện một đội hình máy bay đang đến gần từ hướng Đông Bắc, nhưng vì cho rằng đó là những máy bay hỗ trợ, Eldridge tiếp tục đường bay của mình. Tuy vậy họ đã hơi chần chừ, và phát hiện ra những chiếc máy bay trên thật ra là máy bay Nhật. Vào lúc đó, sáu chiếc "Zero" xuất hiện và tấn công vào tốp bay đầu. Tuy nhiên họ tỏ ra thiếu kinh nghiệm trong tấn công, khi đã bắn đến 12 loạt đạn mà không thể bắn rơi nổi một chiếc Dauntless nào.
Trong khi đó, người dẫn đầu tốp còn lại của Phi đội VS-71 là Trung úy Robert L. Howard phát hiện một nhóm máy bay ném bom hai động cơ G4M1 "Betty" đang hướng đến các tàu vận tải Mỹ. Howard bổ nhào xuống để tấn công, nhưng đang khi trong cơn phấn khích, anh ta quên bật cần gạt vũ khí sang vị trí "mở". Sau hai vòng lượn mà không thể bắn được, anh nghỉ rằng khẩu súng cần phải nạp lại đạn, và phát hiện ra sai lầm của mình; nhưng đã quá trễ để cọ́ thể làm được gì trên những chiếc máy bay ném bom Mitsubishi. Cũng vào lúc đó, bốn chiếc "Zero" đi theo hộ tống những chiếc máy bay ném bom bắt đầu tấn công chiếc SBD đơn độc.
Xạ thủ súng máy phía sau trên máy bay của Howard là binh nhì Lawrence P. Lupo đã giữ được những chiếc máy bay tiêm kích Nhật ở trong tầm súng, và cũng bắn trúng được nhiều phát. Sau khoảng tám vòng lượn, một chiếc "Zero" tiếp cận và đối mặt cùng Howard. Anh khai hỏa các khẩu súng máy cỡ nòng.50 cố định phía trước khiến chiếc "Zero" bắt lửa và lướt qua sát mép cánh trái của chiếc Dauntless trước khi rơi xuống cạnh các tàu đổ bộ Mỹ bên dưới. Trong khi Howard bắn hạ chiếc "Zero" phía trước, Lupo cũng nhắm vào một chiếc "Zero" khác đang tấn công từ phía đuôi. Lupo đã giữ được chiếc máy bay Nhật ở phía xa, nhưng anh chỉ làm được bằng cách nhắm bắn xuyên qua cánh đuôi thăng bằng của máy bay mình. Những chiếc máy bay tiêm kích Nhật Bản tỏ ra mệt mỏi trong việc săn đuổi chiếc SBD và rút lui để cho Howard và các đồng đội của anh thuộc Phi đội VS-71 quay rrở về tàu sân bay an toàn.
Lúc 18 giờ 07 ngày 8 tháng 8, Phó đô đốc Frank Jack Fletcher báo cáo lên Ghormley lúc này đang ở Nouméa đề nghị cho rút lui lực lượng không quân hỗ trợ. Fletcher vốn lo ngại về số lượng lớn máy bay Nhật tham gia công kích trong ngày 8, đã báo cáo rằng ông ta chỉ còn lại 78 máy bay tiêm kích trong tổng số 99 chiếc lúc bắt đầu, và nhiên liệu của các tàu sân bay sắp cạn. Ghormley chấp thuận lời đề nghị, nên Wasp cùng với Enterprise và Saratoga rút lui khỏi Guadalcanal. Đến nữa đêm ngày 8 tháng 8, công việc đổ bộ đã thành công, đạt được những mục tiêu đổ bộ trước mắt đã đề ra. Mọi sự kháng cự của quân Nhật tại Gavutu và Tanombogo đã bị áp chế ngoại trừ một vài tay súng bắn tỉa. Tuy nhiên, vào sáng sớm ngày 9 tháng 8, một lực lượng tàu chiến Nhật Bản đã giao chiến cùng lực lượng Mỹ trong Trận chiến đảo Savo rồi sau đó rút lui với rất ít thiệt hại. Lực lượng Đồng Minh chịu tổn thất lớn khi bị mất bốn tàu tuần dương hạng nặng ngoài khơi đảo Savo, kể cả hai chiếc tàu kỳ cựu từng phục vụ cùng với Wasp ở Đại tây Dương: Vincennes và Quincy. Việc rút lui lực lượng hỗ trợ sớm và bất ngờ, bao gồm chiếc Wasp, khi kết hợp cùng các thiệt hại cho lực lượng Đồng Minh trong trận chiến đảo Savo, đã làm lu mờ chiến thắng của chiến dịch trên quần đảo Solomons.
Sau các hoạt động trong những ngày đầu của chiến dịch Solomons, chiếc tàu sân bay trải qua suốt tháng tiếp theo tuần tra và hộ tống các chiến dịch tiếp tế cho lực lượng đang hoạt động tại Guadalcanal. Quân Nhật thoạt đầu phản ứng một cách yếu ớt với các đòn tấn công ban đầu tại Guadalcanal, nhanh chóng đổ dồn lực lượng tăng cường nhằm tranh chấp cùng lực lượng Đồng Minh.
Wasp được Phó Đô đốc Fletcher ra lệnh rút lui về phía Nam để được tiếp nhiên liệu và đã không thể tham dự Trận chiến Đông Solomon vào ngày 24 tháng 8 năm 1942. Cuộc đụng độ đó khiến lực lượng Mỹ không thể sử dụng được chiếc tàu sân bay có giá trị Enterprise. Saratoga lại bị trúng ngư lôi một tuần sau đó và cũng phải rời khỏi khu vực chiến trường Tây Nam Thái Bình Dương để sửa chữa. Điều này khiến cho chỉ còn lại hai chiếc tàu sân bay ở khu vực này: Hornet (CV-8), vốn chỉ mới được đưa vào hoạt động được một năm, và Wasp.

### Bị mất
Ngày thứ ba, 15 tháng 9 năm 1942, hai chiếc tàu sân bay cùng với thiết giáp hạm North Carolina và mười tàu chiến khác hộ tống cho việc vận chuyển Trung đoàn Thủy quân Lục chiến 7 đến tăng cường cho Guadalcanal. Wasp đảm nhiệm vai trò tàu sân bay thường trực và đang hoạt động ở vào khoảng 150 dặm (240 km) về phía Tây Nam đảo San Cristobal. Hệ thống bơm xăng của nó đang được sử dụng, vì máy bay của nó đang được tiếp nhiên liệu và vũ khí cho các nhiệm vụ tuần tra chống tàu ngầm. Wasp ở trong tình trạng thường trực tác chiến từ một giờ trước khi mặt trời mọc cho đến khi nhóm máy bay tuần tra buổi sáng quay trở về tàu lúc 10 giờ 00; sau đó, con tàu quay về tình trạng cấp 2. Họ đã không tiếp xúc được với lực lượng đối phương nào trong ngày hôm đó, ngoại trừ một chiếc thủy phi cơ bốn động cơ Nhật Bản bị một chiếc Wildcat từ Wasp bắn hạ lúc 12 giờ 15 phút.
Khoảng 14 giờ 20 phút, chiếc tàu sân bay xoay ra hướng gió và phóng lên tám máy bay tiêm kích cùng 18 chiếc SBD-3, và để thu hồi tám chiếc F4F-3 cùng ba chiếc SBD đã bay từ trước giữa trưa. Con tàu nhanh chóng hoàn tất việc thu hồi 11 chiếc máy bay, rồi đổi hướng nhẹ nhàng sang mạn phải. Lực lượng kỹ thuật trên tàu bình thản di chuyển máy bay và tiếp thêm nhiên liệu chuẩn bị cho các phi vụ buổi chiều. Bất ngờ vào lúc 14 giờ 44 phút, một quan sát viên hô lớn: "Ba ngư lôi... ba điểm phía trước bên mạn phải!"
Một loạt sáu quả ngư lôi Kiểu 95, được tàu ngầm Nhật I-19 thuộc lớp B1 bắn ra lúc 14 giờ 44 phút, tung bọt tiến đến gần không cản được. Wasp bẻ lái gấp sang mạn phải, nhưng đã quá trễ. Ba quả ngư lôi nối tiếp nhau đâm trúng con tàu vào khoảng 14 giờ 45 phút. Trong một tình huống hiếm thấy, một quả ngư lôi nảy tung lên khỏi mặt biển và đâm trúng chiếc tàu bên trên mực nước biển. Tất cả đều trúng gần vị trí các bồn xăng và kho đạn. Hai quả trong loạt ngư lôi trượt qua trước mũi chiếc Wasp và được trông thấy lướt qua phía sau đuôi chiếc tàu tuần dương hạng nhẹ Helena (CL-50) trước khi một quả trúng phải chiếc tàu khu trục O'Brien (DD-415) lúc 14 giờ 51 phút trong khi bản thân O'Brien' đang cơ động để lẩn tránh một quả khác. Quả ngư lôi thứ sáu trượt qua phía sau hoặc bên dưới chiếc Wasp, suýt trúng chiếc tàu khu trục Lansdowne (DD-486), xuất hiện trên màn hình radar của chiếc Wasp lúc 14 giờ 48 phút, được chiếc tàu khu trục Mustin (DD-413) trông thấy, xuất hiện trên màn hình radar của thiết giáp hạm North Carolina (BB-55) lúc 14 giờ 50 phút, và trúng phải chiếc North Carolina vào khoảng 14 giờ 52 phút.

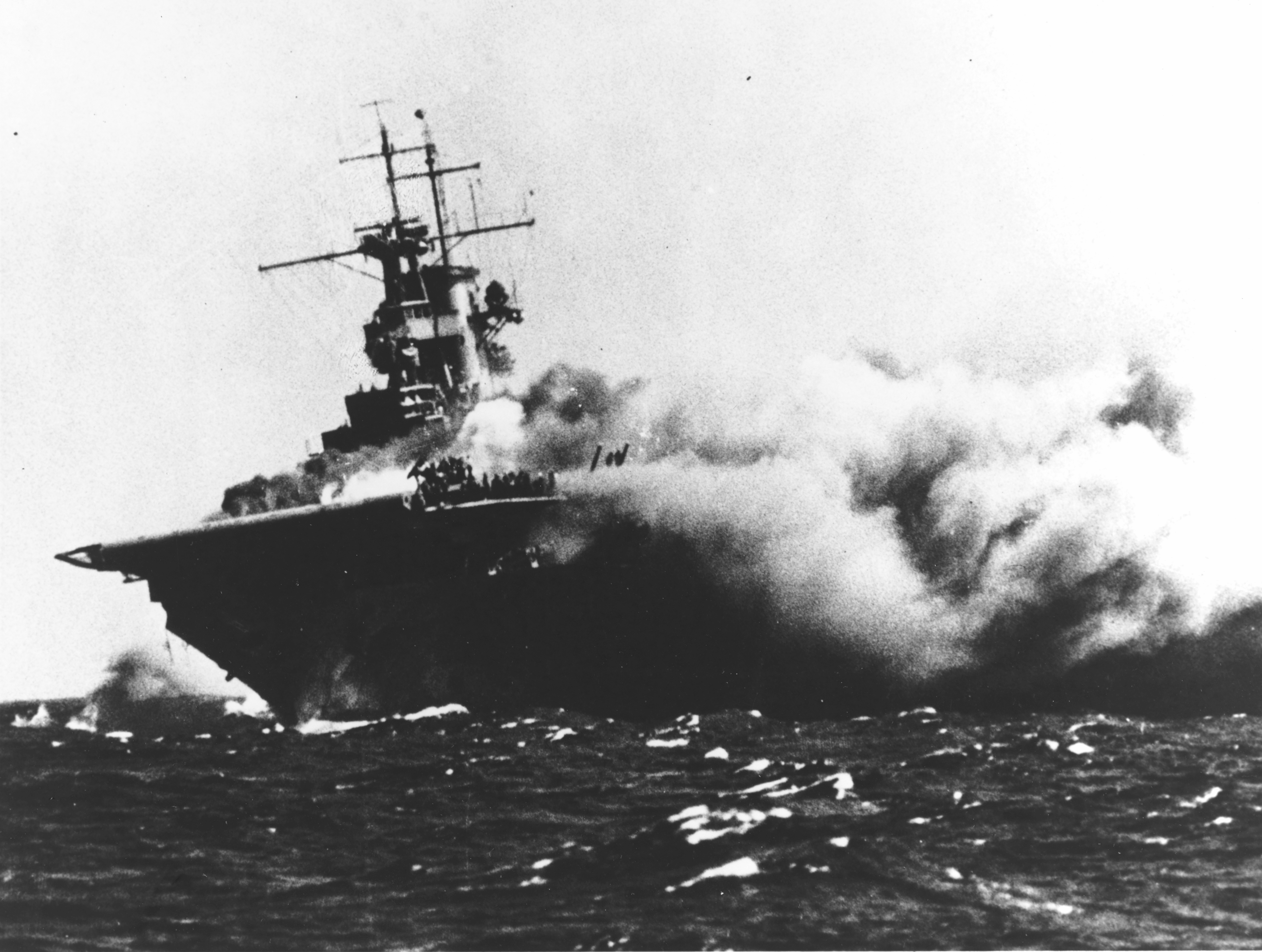
Chiếc USS Wasp bốc cháy không lâu sau khi trúng ngư lôi.

Các vụ nổ bốc cháy bắt đầu quét qua phần trước của con tàu một cách nhanh chóng. Máy bay trên sàn đáp và trong các sàn chứa bị ném tung vào nhau và bị rơi xuống các sàn dưới với một lực mạnh đến mức các càng đáp hạ cánh của máy bay bị bẻ gãy. Các đám cháy bùng lên hầu như cùng lúc trong sàn chứa máy bay và các hầm tàu bên dưới. Không lâu sau, sức nóng của các đám cháy xăng dữ dội đã làm bắt nổ các quả đạn tại các khẩu đội pháo phòng không phía trước, mảnh vụn bắn tung tóe khắp phần trước của con tàu. Khẩu đội pháo 1.1 inch số hai bị nổ tung, và xác của người chỉ huy khẩu đội bị ném tung lên cầu tàu ngay cạnh chân Đại tá Hạm trưởng Sherman.
Các đường dẫn nước chữa cháy tỏ ra vô dụng vì các ống dẫn nước bị vỡ do áp lực mạnh của các vụ nổ. Không có nước để dập lửa phần phía trước con tàu, và đám cháy nhanh chóng lan sang các kho chứa đạn, bom và kho xăng. Khi con tàu bị nghiêng sang mạn phải giữa 10 và 15 độ, dầu và xăng rỉ ra từ các thùng chứa do vụ nổ của các ngư lôi bắt đầu bắt lửa trên mặt biển.
Sherman giảm tốc độ con tàu xuống còn 10 knot (18 km/h), xoay bánh lái sang trái nhằm tìm cách hứng gió phần mạn phải của mũi tàu; sau đó ông đi lùi con tàu với bánh lái bên phải cho đến khi gió ở mạn phải nhằm mục đích cô lập đám cháy ở phần phía trước. Lúc đó, một số đám cháy khiến cho không giữ được trạm trung tâm, và mọi đường dây liên lạc đều bị cắt đứt. Không lâu sau, một đám cháy xăng nghiêm trọng bột phát ở phần phía trước của sàn chứa máy bay, và trong vòng 24 phút kể từ khi đợt tấn công ban đầu, ba vụ nổ xăng nghiêm trọng đã xảy ra. Mười phút sau, Đại tá Sherman tham khảo sĩ quan cao cấp (hạm phó) của mình là Trung tá Hải quân Fred C. Dickey. Hai ông không thấy có các nào khác ngoại trừ việc phải rời bỏ con tàu, vì mọi nỗ lực chữa cháy đều không mang lại hiệu quả. Những người còn sống sót cần được cho rời tàu nhanh chóng để tránh tránh tổn thất nhân mạng không cần thiết.
Một cách miễn cưỡng, và sau khi tham khảo cùng Chuẩn Đô đốc Noyes, Đại tá Sherman ra lệnh bỏ tàu lúc 15 giờ 20 phút. Những người bị thương được cho hạ xuống các bè hay thuyền cao su. Nhiều người không bị thương buộc phải bỏ tàu ở phía sau tàu vì những đám cháy ở phía trước rất dữ dội. Việc rời tàu, theo sự quan sát của Sherman, là "có trật tự" và không hề có sự hoảng loạn. Những sự chậm trễ là do một số người do dự miễn cưỡng rời tàu cho đến khi mọi người bị thương được cứu vớt. Việc rời bỏ tàu mất khoảng 40 phút; và đến 16 giờ 00, sau khi biết chắc là không còn ai bị bỏ lại, Sherman đu người qua đuôi tàu và trượt xuống biển.
Cho dù mối đe dọa từ các tàu ngầm khiến các tàu khu trục hộ tống phải tản ra xa hoặc thay đổi vị trí, họ vẫn kiên trì tiến hành các nỗ lực cứu hộ một cách bền bỉ và quyết tâm cho đến khi những chiếc Laffey (DD-459), Lansdowne, Helena và Salt Lake City (CA-25) vớt lên được 1.946 người. Con tàu bị bỏ lại trôi nổi với những xác người chết trên nó. Các đám cháy lan tràn đến tận phần đuôi tàu, và có thêm bốn vụ nổ rung động khi bóng đêm bắt đầu phủ xuống. Lansdowne thi hành nhiệm vụ phá hủy con tàu, và được yêu cầu phải ở lại cạnh con tàu cho đến khi nó chìm hẳn. Những quả ngư lôi Mark 15 của Lansdowne cũng có những khiếm khuyết không được nhận biết như của kiểu ngư lôi Mark 14. Quả ngư lôi đầu tiên được phóng ở khoảng cách 900 m (1000 yard) và được đặt ở độ sâu 4,5 m (15 foot) bên dưới lườn tàu chiếc Wasp nhằm gây ra tổn hại cao nhất với ngòi nổ cảm ứng từ tính. Khi không nhận thấy hiệu quả nào sau một vụ nổ xem có vẻ hoàn hảo, một quả ngư lôi thứ hai được phóng ở độ sâu lườn tàu từ khoảng cách 720 m (800 yard). Một lần nữa, một phát trúng hoàn hảo cũng không mang lại kết quả mong muốn; và Lansdowne chỉ còn lại ba quả ngư lôi. Sĩ quan điều khiển ngư lôi của Lansdowne vô hiệu hóa ngòi nổ cảm ứng từ tính và đặt độ sâu còn 3 m (10 ft). Cả ba quả ngư lôi đều phát nổ, nhưng Wasp tiếp tục nổi trong ánh lửa đỏ cam của một bể xăng và dầu. Lansdowne nôn nóng chạy tới chạy lui trong ánh lửa cho đến khi Wasp chìm với mũi tàu xuống trước lúc 21 giờ 00.

## Phần thưởng
Wasp nhận được hai Ngôi sao Chiến trận vì những thành tích phục vụ trong Thế Chiến II.
|             |                           |  |
| Bronze star | Bronze star · Bronze star |  |

| Huân chương Phục vụ Phòng vệ Hoa Kỳ                                          | Huân chương Phục vụ Phòng vệ Hoa Kỳ                                     | Huân chương Chiến dịch Hoa Kỳ                                           | Huân chương Chiến dịch Hoa Kỳ        |
| Huân chương Chiến dịch Châu Âu-Châu Phi-Trung Đông với 1 Ngôi sao Chiến trận | Huân chương Chiến dịch Châu Á-Thái Bình Dương với 2 Ngôi sao Chiến trận | Huân chương Chiến dịch Châu Á-Thái Bình Dương với 2 Ngôi sao Chiến trận | Huân chương Chiến thắng Thế Chiến II |